# Langdysse im Stubberup Have
Der Langdysse im Stubberup Have (auch Afd. V.7 oder Magleby SB 3 genannt) liegt am Südrand des Stubberup Have, eines dichten Waldes an der Nordküste der Insel Møn in Dänemark. Der Dolmen ist eine Megalithanlage der Trichterbecherkultur (TBK), die zwischen 3500 und 2800 v. Chr. entstand.
Der gut erhaltene, West-Ost orientierte Langdysse ist etwa 22,0 Meter lang und 8,0 Meter breit. Von den großen Randsteinen des Hünenbettes sind 34 erhalten. Im Osten des Hügels liegt eine etwa 3,2 × 1,2 m messende Kammer mit zwei erhaltenen (von vermutlich drei) Decksteinen (oder einem der später geteilt wurde). Einer ist nach unten verkippt. Es könnte sich um einen Großdolmen (dänisch Stordysse) handeln, aber die Zugangssituation ist unklar.

## Die Schälchen
In P. V. Globs (1911–1985) Werk „Helleristninger i Danmark“ von 1969 über Dänemarks Felsritzungen  fehlt der Dolmen. Auch im Bericht über seinen Besuch im Jahr 1945 erwähnt er keinen Schalenstein. Erst ein Bericht von 1981 vermerkt „auf der Südseite des westlichen Decksteins mindestens drei schalenförmige Eintiefungen“. Bei Untersuchungen im Jahre 2009 und deren Dokumentation 2010 konnten auf vier Steinen insgesamt 24 Schälchen (dänisch Skåltegn) (Schalenzeichen), im Volksmund auch Æbleskivestenen (Elfenmühlen) nachgewiesen werden: 12 auf dem westlichen Deckstein, acht auf der der Grabkammer zugewandten Seite eines kleineren Steins in der südlichen Ecke unterhalb des westlichen Decksteins, drei auf der Unterseite des östlichen Decksteins und eines auf dem westlichen Tragstein an der Nordseite in der Kammer.
Die Decksteine und möglicherweise auch der Schalenstein unter dem westlichen Deckstein sind vermutlich Teile eines größeren Steins, der auseinandergebrochen ist oder für den Bau der Kammer zerschlagen wurde.
In der Nähe liegt der Sømarkedyssen.